# Nola macrorrhynca
Nola macrorrhynca är en fjärilsart som beskrevs av Turner 1925. Nola macrorrhynca ingår i släktet Nola och familjen trågspinnare. Inga underarter finns listade i Catalogue of Life.